# 디에티콘역
디에티콘역(독일어: Bahnhof Dietikon)은 스위스 취리히주 디에티콘에 위치한 기차역이다. 이 역은 스위스 연방 철도의 취리히에서 올텐 간선으로 연결되며, 미터궤인 브렘가르텐-디에티콘 철도(BD)의 종점이기도 하다.
이 역은 취리히 S-반 노선 S11, S12, S19 및 S42가 정차하며, 본선은 장거리 열차로, 그리고 BD의 S-반 노선 S17이 정차한다.

## 역사
이 지역의 첫 번째 역은 1847년 스위스 북부 철도에서 취리히에서 바덴까지의 선구적인 노선의 일부로 건설했으며, 따라서 스위스 최초의 기차역 중 하나였다. 원래 역 건물은 철도의 북쪽에 건설되었으며, 지금은 철도 애호가 클럽으로 사용되지만, 여전히 존재한다.
원래 역은 1860년대에 노선의 남쪽, 도심, 측면에 새 건물로 교체되었다. 이것은 차례로 1970년대에 같은 쪽에 있는 현재의 큰 역 건물로 대체되었다.

## 운행
역에는 본선에 5개의 관통 플랫폼이 있고 브렘가르텐-디에티콘 철도에 2개의 터미널 플랫폼이 있다. 브렘가르텐-디에티콘 터미널 플랫폼이 주요 노선 옆에 있지만, 기차는 디에티콘 중심과 역 전면을 가로질러 거리를 달리는 트랙을 통해 플랫폼에 접근한다. 또한 역 정면에는 지역 및 지역 버스 서비스에 사용되는 덮개가 있는 대형 버스 정류장이 있다.
대부분의 시간 동안 S11 노선은 취리히와 베치콘까지 시간당 2회, 렌츠부르크와 아라우까지 1회 운행한다. S12호선은 취리히와 빈터투어까지 2단, 바덴과 브뤼그까지 2단을 제공한다. S17호선은 볼렌까지 시간당 2대를 제공하며, 주중에만 브렘가르텐까지 시간당 2대를 추가로 제공한다. S19호선은 취리히와 에프레티콘까지 시속 2호선을 운행하며 일부 피크타임 열차는 코블렌츠와 반대 방향으로 연장된다. 또한 취리히 공항과 바젤 SBB 사이에 시간당 한 대의 인터레기오 열차가 운행되며, 양방향으로 디에티콘을 정차한다.

## 갤러리
- 원래 1847 역사 건물
- 그 노선의 종착역 승강장에 있는 BD 열차, 본선은 좌측에 있다.
- 역에 접근하는 BD 열차
- BD 열차를 배경으로 한 버스 정류장.